# 喜礫細盾鯰
喜礫細盾鯰，為輻鰭魚綱鯰形目甲鯰科的其中一種，為熱帶淡水魚，分布於南美洲蓋亞那Waruma河流域，體長可達4.7公分，棲息在植被生長、礫石底質的溪流底層水域，生活習性不明。